# Szurnuch
Szurnuch – wieś w Armenii, w prowincji Sjunik. W 2011 roku liczyła 207 mieszkańców.
W wyniku konfliktu w Górskim Karabachu, część wsi znalazła się na terytorium Azerbejdżanu. Mieszkańcy, których domy znalazły się po stronie azerbejdżańskiej, przenieśli się na stronę armeńską, a rząd zadeklarował budowę 12 domów dla tych osób.